# Altägyptische Kryptographie
Der Ausdruck Altägyptische Kryptographie bezeichnet in der Ägyptologie hieroglyphische Schriftsysteme, die von der üblichen Darstellungsform abweichen und aufgrund der schwierigen Lesung nur von einem kleinen Kreis der Ägyptologen erschlossen werden können. Die Vermutung, dass die Lesung auch für die Ägypter erschwert werden sollte, ist vereinzelt nur in religiösen Texten belegt, kann aber für die übrigen Fälle ausgeschlossen werden. Hauptunterscheidungsmerkmal der verschiedenen Epochen ist die seltene Nutzung im dritten und zweiten Jahrtausend v. Chr., während in der spätägyptischen Monumentalorthographie das System häufig angewandt wurde und zu einer weiteren Ausbildung einer eigenen Unter-Kryptographie  führte.

## Einteilungen

### Schreibweisen
Die ältere Kryptographie tritt einerseits in kurzen und einfachen Inschriften und andererseits in längeren religiösen Texten auf. Während die einfache Verwendung hauptsächlich dekorative sowie innovative Charakterzüge aufweist, liegen bei religiösen Texten feste Systeme vor, die einen deutlich reduzierten Zeichenvorrat verwenden und – soweit feststellbar – keinen dekorativen Nutzen aufweisen.
Im Vergleich mit kosmologischen Darstellungen zeigt sich eine fast identische Verwendung. Es besteht daher die Annahme, dass speziell für diese Texte die Informationen verschlüsselt werden sollten. Hierbei zeigen sich weitere Unterscheidungen der Systeme Unterweltsbücher (Ausnahme Amduat) und Himmelsbücher.
| L4 |

| L4 |

| M2 |

| M2 |

| S28 |

| S28 |

### Laute „r“, „l“ und „d“
| D36 · D36 |

| D36 · D36 |

| D36 · D36 |

| D36 · D36 |